# 八尾中学校事件

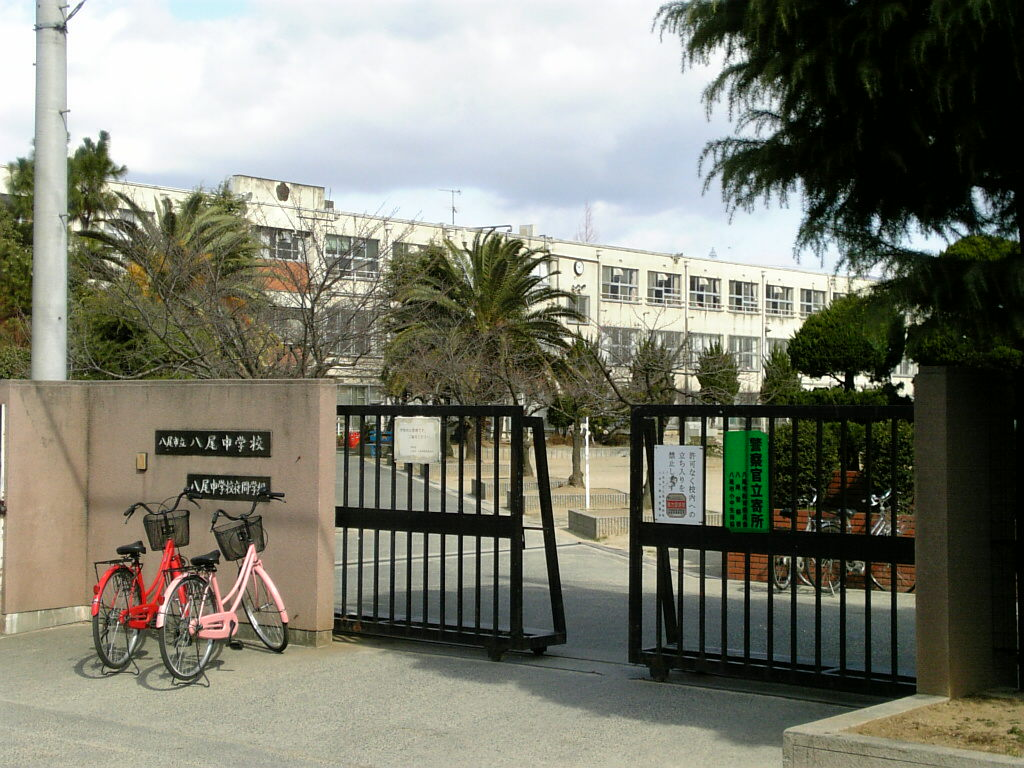
校内暴力事件の現場となった八尾市立八尾中学校

八尾中学校事件（やおちゅうがっこうじけん）とは、1961年10月末頃から大阪府八尾市立八尾中学校で起きた大規模な校内暴力事件。八尾中学校問題とも呼ばれる。

## 概要
校区に同和地区を抱えた八尾中学校では、一般地区出身生徒を中心とする進学コースと同和地区出身生徒を中心とする就職コースの疎隔が問題となっていた。
やがて、就職コースの生徒による長欠・不就学・学力不振が放置されたことに不満を持つ同和地区出身生徒らが、教室の腰板を割る、ガラスを数百枚破壊する、授業を放棄する、授業を妨害する、教師に暴力をふるうなどの行動に出た。この事件に介入した部落解放同盟は、同和地区出身生徒らの破壊行動を「差別選別の教育体制を変革する要求行動であり、差別教師への告発」「非行は宝」と位置付けた。これに対し、1961年11月中旬、進学コースの3年生女生徒十数人が「高校受験の学習ができない」との理由で集団登校拒否を起こす。これら一連の事件が契機となり、同校には部落解放同盟の意向による「解放教育」が導入されるに至ったが、就職コースの生徒による破壊行動は続き、1963年7月19日には、生徒が「なんや、1ばかりつけやがって。こんなもん、いらんわい」と通知簿にマッチで火をつけて燃やし、灰を担任教師に向かって投げつける事件が起きている。
当時小学校教師だった灰谷健次郎は八尾中学校事件をモデルに短編小説『笑いの影』を書き、『新潮』1962年12月号に発表。しかしこの作品は、部落解放同盟から「少年非行を通して権力の姿を浮き彫りにするという図式を装いつつ、その実やたらと暴力的な行動と、やたらと猟奇的な行動を、卑俗な興味の中で描こうとした」「いわれもない差別の中に生きている人たちの実態が何もなく、恣意的にしかも偏見に満ちて描かれている」として糾弾の対象となった。